# NGC 1501
NGC 1501 is een planetaire nevel in het sterrenbeeld Giraffe. Het hemelobject ligt ongeveer 4238 lichtjaar van de Aarde verwijderd en werd op 3 november 1787 ontdekt door de Duits-Britse astronoom William Herschel. Dit object is bekend als de Oester nevel (Oyster nebula).

## Synoniemen
- PK 144+6.1